# Michael Steiner (Diplomat)

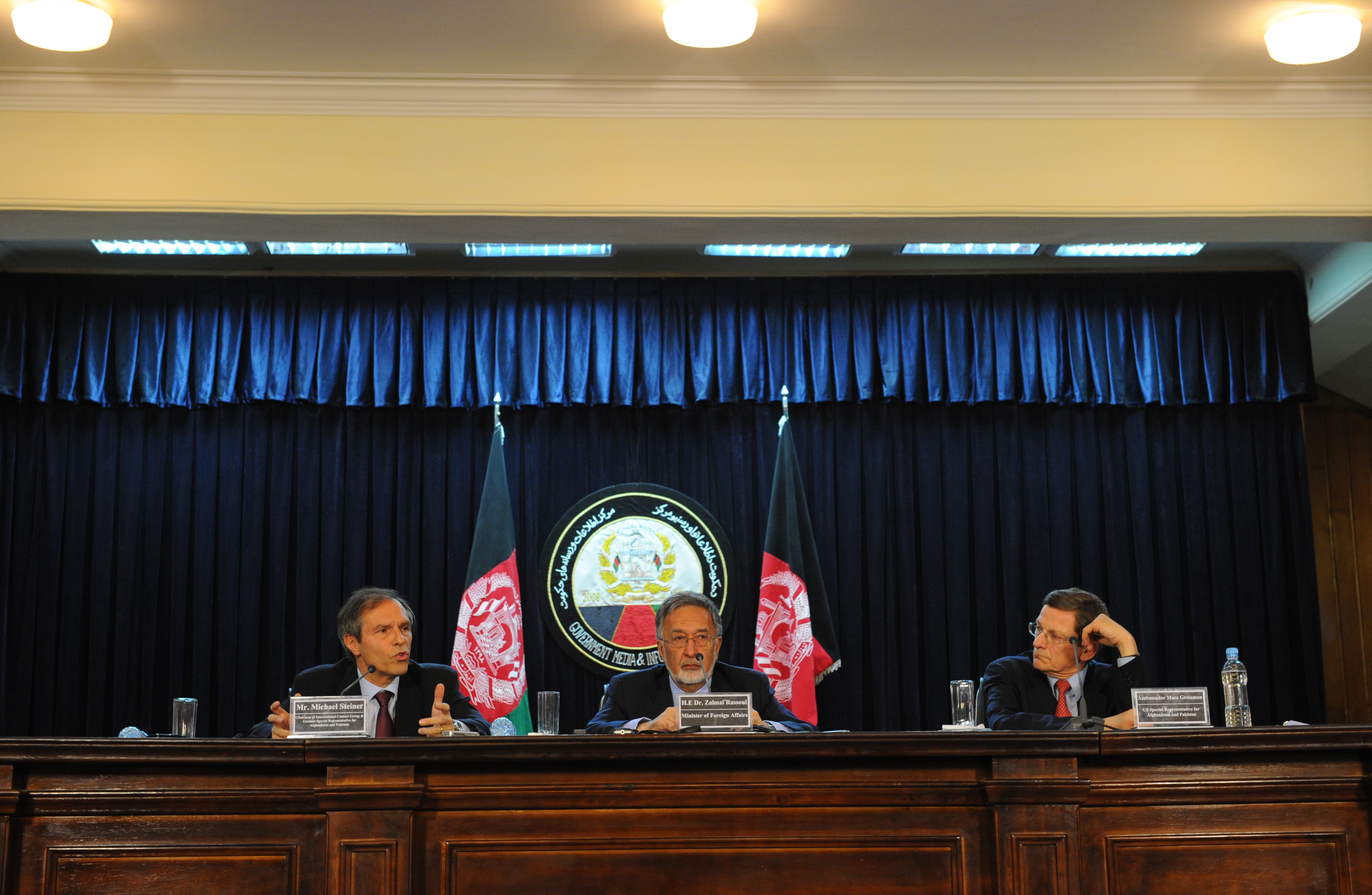
Michael Steiner (links) mit Zalmay Rassoul (Mitte) und Marc Grossman bei einer Pressekonferenz in Kabul im Juni 2011

Michael Steiner (* 28. November 1949 in München) ist ein deutscher Diplomat im Ruhestand und war zuletzt, bis zu seiner Pensionierung 2015, Botschafter in Indien.

## Leben
Steiner studierte in München und Paris Rechtswissenschaft und trat 1981 in den Auswärtigen Dienst ein. Nach Verwendungen in Zaire (jetzt Demokratische Republik Kongo), New York (an der Ständigen Vertretung bei den Vereinten Nationen), Prag und Zagreb koordinierte Steiner die deutsche Beteiligung an den Friedensbemühungen im ehemaligen Jugoslawien und ging von 1996 bis 1997 als Erster Stellvertretender Hoher Repräsentant nach Sarajevo. Am 30. September 1989 stand Steiner nach eigenen Angaben hinter Bundesaußenminister Genscher auf dem Balkon des Palais Lobkowitz.
Von 1998 bis 2001 war er als Nachfolger von Joachim Bitterlich der Außen- und Sicherheitspolitische Berater des damaligen Bundeskanzlers Gerhard Schröder im Amt eines Ministerialdirektors im Bundeskanzleramt. Nach der so genannten Kaviar-/Arschloch-Affäre musste er diesen Posten räumen und Dieter Kastrup folgte auf ihn. Von 2002 bis 2003 war Steiner Chef der UN-Übergangsverwaltung im Kosovo. Ab dem Jahr 2003 vertrat er Deutschland bei den Vereinten Nationen in Genf. Im August 2007 folgte ihm Reinhard Schweppe in dieses Amt.
Steiner hätte daraufhin Deutscher Botschafter in Warschau werden sollen, jedoch verhinderte ein Kanzleramts-Veto seine Berufung. Nach Medienberichten galt Michael Steiner dem CDU-geführten Kanzleramt als zu SPD-nah und „raubauzig“.
Stattdessen erhielt den Posten Michael H. Gerdts, der zuvor Botschafter der Bundesrepublik in Italien war. Steiner übernahm im Gegenzug dessen Nachfolge in Rom, wo er bis zu seiner Berufung als Afghanistan/Pakistan-Beauftragter im März 2009 als Botschafter amtierte. Von April 2010 bis Februar 2012 war er Sonderbeauftragter der deutschen Bundesregierung für Afghanistan und Pakistan. In diesem Amt folgte er Botschafter Bernd Mützelburg.
Ab Sommer 2012 wurde Steiner Botschafter in Indien und am 30. Juni 2015 pensioniert.
Er ist (Stand März 2022) Mitglied im Präsidium der Deutschen Gesellschaft für die Vereinten Nationen.
Michael Steiner ist verheiratet und lebt in München.